# 増穂パーキングエリア
増穂パーキングエリア（ますほパーキングエリア）は、山梨県南巨摩郡富士川町にある中部横断自動車道のパーキングエリアである。増穂ICに併設されている。
供用が開始された2017年3月現在、中部横断自動車道で初めてかつ計画されているものも含め唯一のパーキングエリアである。

## 概要
当初の計画では下り線（双葉方面）側は大型車5台と小型車10台、男性・女性用トイレをそれぞれ5つずつ設置する最小規模のPAとなる予定であったが、計画中に上り線（清水方面）側に隣接して道の駅富士川および河川防災ステーションの整備に関連し、下り線のパーキングエリアは駐車場のみとする一方で道の駅の施設を利用できるハイウェイオアシス型とし、上り線は増穂ICに隣接して駐車場とトイレを整備するという上下線で異なる形態のパーキングエリアに計画が変更となった。
なお、上り線は道の駅から離れており、接続する通路もないことから施設を利用することはできない。また、上下線ともに本線からPAを利用後、増穂ICへ流出することができるが、増穂ICから流入する場合はPAは利用できない。

## 歴史
- 2017年（平成29年）3月19日：六郷IC - 増穂IC間開通に伴い供用開始[3]。

## 施設

### 上り線（六郷方面）
- 駐車場
  - 大型：5台
  - 小型：10台
  - 身障者用
    - 小型：1台
- トイレ
  - 男性：大5(和式1・洋式4)・小3
  - 女性：8(和式1・洋式7)
  - 男児用小便器：2
  - 身障者用：1
- 自動販売機

### 下り線（甲府方面）
道の駅富士川と隣接しており、トイレは道の駅の施設を利用するよう案内されている。
- 駐車場
  - 大型：7台
  - 小型：10台
  - 身障者用
    - 小型：1台

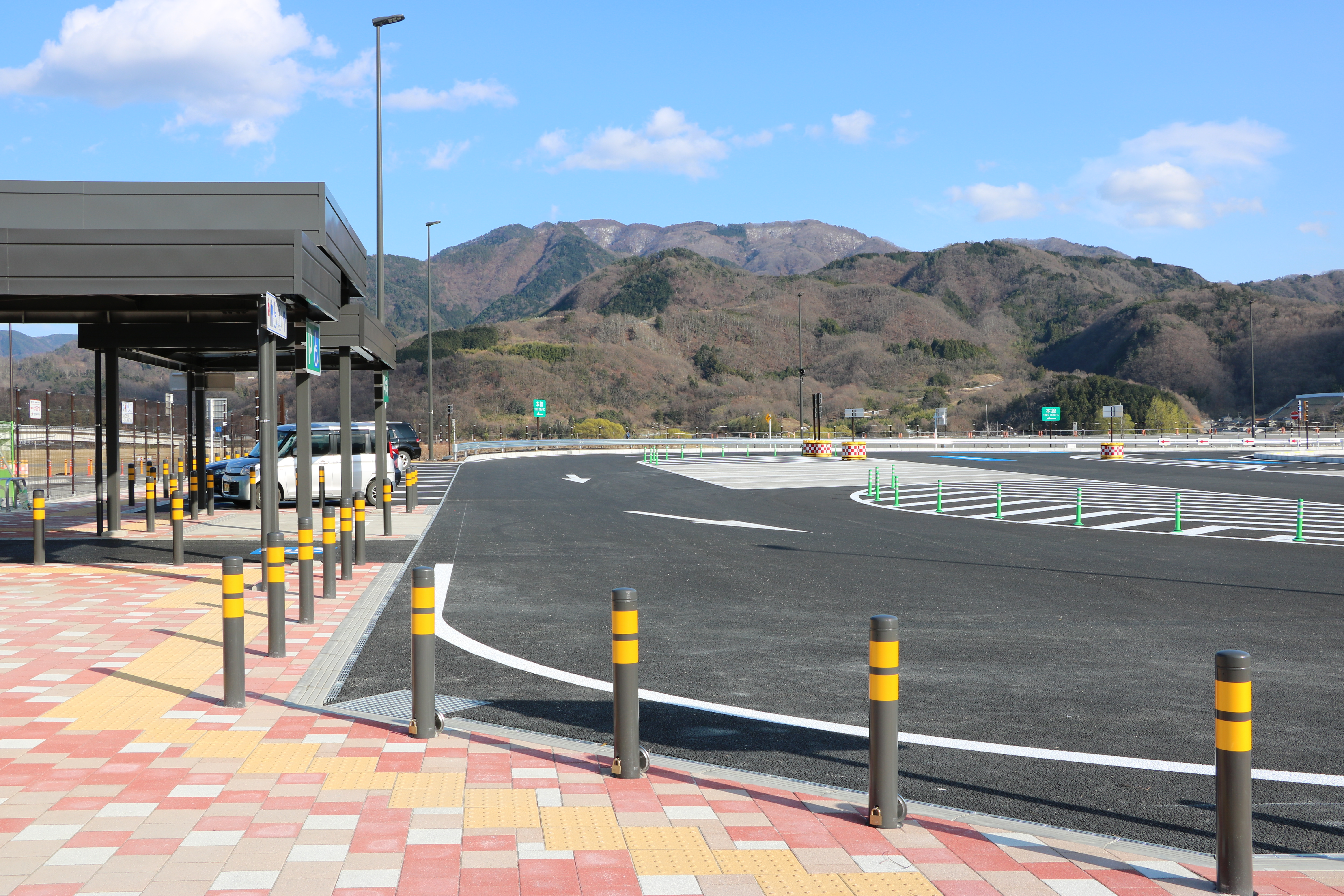
下り線（2017年3月撮影）
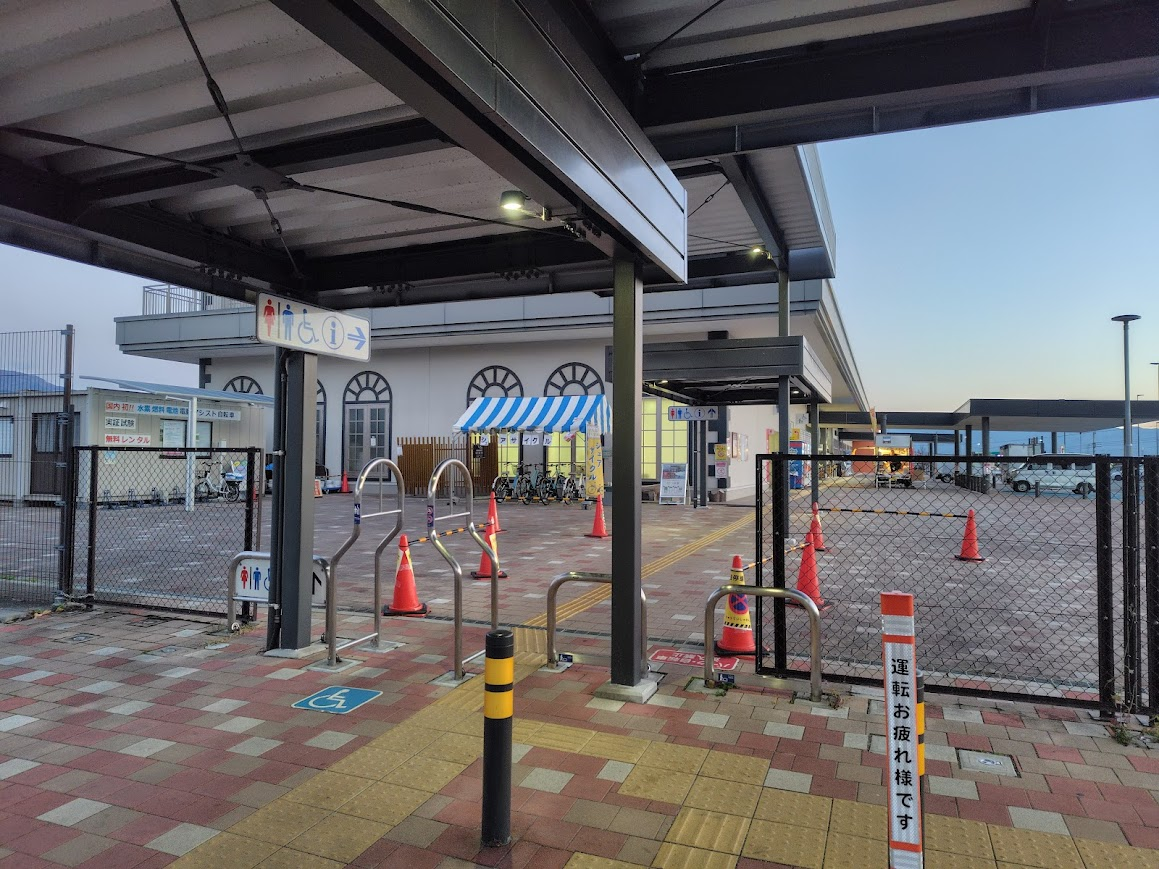
下り増穂PAから道の駅富士川への通路（2024年11月）

## 隣
E52 中部横断自動車道
(4) 六郷IC - 富士川TB - (5) 増穂IC/PA - (6) 南アルプスIC